# José Ignacio Hernández
José Ignacio Hernández Fraile (ur. 12 sierpnia 1969 w Salamance) – hiszpański trener koszykówki.
Pracował w klubie Wisły Kraków w latach 2009–2013 oraz 2015–2017. Były trener m.in. hiszpańskiej Rivas Ecópolis.

## Osiągnięcia
Na podstawie  o ile nie zaznaczono inaczej.
Klubowe
- Mistrz:
  - Hiszpanii (2006, 2014)
  - Polski (2011, 2012, 2016)
- Wicemistrz:
  - Hiszpanii (1996, 2007–2009)
  - Polski (2013, 2017)
- Zdobywca:
  - pucharu:
    - Hiszpanii (2005, 2006)
    - Polski (2012, 2017)[3]
    - Superpucharu Polski (2009)
- Finalista Pucharu:
  - Polski (2013)
  - Hiszpanii (2004, 2007)

Reprezentacyjne
- Mistrz Europy:
  - U–20 kobiet (2006, 2015, 2016)
  - U–18 kobiet (2006)
  - U–16 kobiet (2008, 2009)
  - U–16 mężczyzn (2013)
- Wicemistrz Europy U–16 kobiet (2007)
- Brązowy medalista mistrzostw świata kobiet (2010)